# Joseph Kirpes
Joseph Kirpes (10 luglio 1906 – 22 aprile 1976) è stato un calciatore lussemburghese, di ruolo attaccante.

## Carriera

### Club
Ha sempre giocato nel campionato lussemburghese.

### Nazionale
Ha rappresentato la Nazionale del suo paese alle Olimpiadi del 1928.